# O Amante de Minha Mulher
O Amante de Minha Mulher é um filme brasileiro de 1979, escrito e dirigido por Alberto Pieralisi, a partir do romance de Aldo De Benedetti. Foi o último filme dirigido por Alberto, após quase quatro décadas como cineasta. A distribuição do filme fora realizada pela Embrafilme.

## Sinopse
O fazendeiro paraguaio Alberto Verani (Milton Moraes) é um casado com a bela Marina (Ira von Fürstenberg), apesar disso, o casamento não está muito bem, ante as infidelidades do marido. Quando a mulher está prestes a viajar, Alberto encomenda flores para a Condessa Arduini (Neuza Amaral), com o intuito de seduzi-la. No entanto, Marina encontra o presente e acredita ser de um admirador secreto, e tenta esconder do marido.

## Elenco
- Ira von Fürstenberg como Marina Veroni[3]
- Milton Moraes como Alberto Veroni[3]
- David Cardoso como André[3]
- Berta Loran como Clara[3]
- Neuza Amaral como Condessa Arduini[3]
- Fernando José como Fernando[3]
- Martim Francisco como Thomaz [3]